# Baillie-Hamilton Island
Baillie-Hamilton Island – niezamieszkana wyspa w Archipelagu Arktycznym, w regionie Qikiqtaaluk, na terytorium Nunavut, w Kanadzie. Znajduje się w zatoce pomiędzy dużo większymi wyspami: Wyspą Bathursta, Wyspą Cornwallisa i Devonem. Zajmuje powierzchnię 290 km². W pobliżu Baillie-Hamilton Island położone są mniejsze wyspy: Margaret Island, Dundas Island, Houston Stewart Island i Baring Island.